# Fokal segmentale Glomerulosklerose
Unter dem Begriff fokal segmentale Glomerulosklerose (FSGS) wird eine Gruppe von chronischen Erkrankungen der Niere zusammengefasst, die gekennzeichnet ist durch im Lichtmikroskop sichtbare Vernarbungen (Sklerose) der Kapillarschlingen des Nierenkörperchens (Glomerulum) (Glomerulosklerosen). Die Verteilung der Veränderungen in der Niere ist fokal, d. h., es sind nicht alle Nierenkörperchen betroffen. Im einzelnen Nierenkörperchen sind nicht alle Läppchen des Gefäßknäuels betroffen, der Befall ist segmental. Im Elektronenmikroskop finden sich auch in lichtmikroskopisch unauffälligen Nierenkörperchen Veränderungen, eine Verschmelzung der Fußfortsätze der Deckzellen (Podozyten) der Kapillarschlingen.
Die fokal segmentale Glomerulosklerose führt in 75 % der Betroffenen zum nephrotischen Syndrom, das gekennzeichnet ist durch hohe Eiweißverluste über den Urin (Proteinurie), Wassereinlagerungen (Ödeme) aufgrund einer Verminderung der Bluteiweiße (Hypoproteinämie) und Störungen im Stoffwechsel der Blutfette (Hyperlipoproteinämie). Bei ca. 25 % der Betroffenen besteht eine erhöhte Eiweißausscheidung im Urin ohne weitere Symptome. Häufig sind im Urin auch rote Blutkörperchen (Erythrozyten) nachweisbar (Hämaturie). Bluthochdruck ist häufig.
Eine fokal segmentale Glomerulosklerose liegt etwa 10–20 % der Fälle von nephrotischem Syndrom zugrunde, die Häufigkeit nimmt in den letzten Jahren zu.
Die Ursachen der fokal segmentalen Glomerulosklerose sind vielfältig. Angeborene Formen können auf Mutationen einzelner Proteine der Deckzellen (Podozyten) des Nierenkörperchens zurückgeführt werden. Die Ursache der primären fokal segmentalen Glomerulosklerose ist möglicherweise ein bislang unbekannter Permeabilitätsfaktor im Blut. Sekundäre fokal segmentale Glomerulosklerosen treten auf bei Heroinmissbrauch, HIV, Hepatitis C, IgA-Nephritis, Lupusnephritis und allen Zuständen, die mit einer Überlastung des Nierenkörperchen durch vermehrte Filtration (Hyperfiltration) einhergehen wie starkem Übergewicht (Adipositas), Bluthochdruck und Abnahme der Anzahl der Nierenkörperchen aufgrund anderer chronischer Nierenerkrankungen.
Die Diagnose erfolgt durch eine Nierenpunktion. Aufgrund feingeweblicher Charakteristika können mehrere Varianten unterschieden werden: Perihiläre FSGS, TIP-Läsion, zellreiche Variante und kollabierende FSGS.
Die Prognose der Erkrankung hängt ab von der Variante der FSGS und vom Ausmaß der Eiweißausscheidung. Liegt die Proteinurie unter 3,5 g/Tag, führt die Erkrankung bei ca. 20 % der Betroffenen innerhalb von 10 Jahren zur Notwendigkeit der Dialysebehandlung, bei einer Proteinurie zwischen 3,5 und 10 g/Tag sind ca. 50 % der Betroffenen innerhalb von 6–8 Jahren von der Dialyse abhängig, bei einer Proteinurie über 10 g/Tag ist das dialysepflichtige Endstadium der Erkrankung bei fast allen Patienten innerhalb von 3–6 Jahren erreicht.
Je nach Prognose und feingeweblicher Variante der FSGS erfolgt die Behandlung mit ACE-Hemmern, AT1-Antagonisten, Statinen, Corticosteroiden, Ciclosporin und gegebenenfalls Mycophenolat-Mofetil.
Nach Nierentransplantation kommt es bei ca. 30 % der Patienten zu einem Wiederauftreten (Rezidiv) der Erkrankung in der übertragenen Niere (Transplantat).

## Epidemiologie
Die fokal segmentale Glomerulosklerose (FSGS) ist eine wichtige Ursache des nephrotischen Syndroms bei Erwachsenen und Heranwachsenden. In den USA hat die Häufigkeit der FSGS in den letzten zwanzig Jahren verzehnfacht und liegt 35 % aller Fälle von nephrotischem Syndrom zugrunde, bei Amerikanern schwarzer Hautfarbe liegt der Anteil bei 50 %. Die FSGS ist damit die häufigste primäre glomeruläre Erkrankung, die zum dialysepflichtigen Nierenversagen führt. In anderen Ländern ist die FSGS seltener und steht beispielsweise in Spanien mit einem Anteil von 12 % an allen glomerulären Erkrankungen an vierter Stelle hinter membranöser Glomerulonephritis (24 %), Minimal-Change-Glomerulonephritis (16 %) und Lupus-Nephritis (14 %).

## Klassifizierung
Die Einteilung der FSGS erfolgt nach der Ursache oder nach den feingeweblichen (histologischen) Befunden (Ausführliches Bildmaterial unter).

### Klassifizierung nach Ursache
- Primäre oder idiopathische FSGS mit akutem Beginn des nephrotischen Syndroms. Die Ursache ist nicht bekannt.
- Sekundäre FSGS, die häufig mit einer nicht-nephrotischen Proteinurie und eingeschränkter Nierenfunktion einhergeht. Ursache ist meist eine Überlastung des Glomerulus (Nierenkörperchen) infolge einer Hypertrophie und Hyperfiltration. Dieser liegt meist ein Verlust von Nierengewebe aufgrund anderer Nierenerkrankungen und/oder eine Gefäßerweiterung (Vasodilatation) zugrunde.
- Andere Ursachen sind nierenschädliche Substanzen (Toxine), genetische Erkrankungen und Infektionen (z. B. HIV-Infektion).

### Histologische Klassifizierung

#### Klassische FSGS (FSGS NOS, Not Otherwise Specified)
- Häufigste Form
- Lichtmikroskopisch nachweisbare Veränderungen in einigen, nicht in allen Glomeruli (fokal).
- In den veränderten Glomeruli sind nur einige, nicht alle Segmente des Gefäßknäuels (Kapillarkonvolutes) betroffen (segmental).
- In den betroffenen Segmenten findet sich ein Zusammenbruch (Kollaps), eine Vernarbung (Sklerose) und eine Zellvermehrung des Gewebes zwischen den Kapillarschlingen (Mesangium).
- Aufgrund vermehrter Durchlässigkeit werden Plasmaproteine in Form hyaliner Niederschläge in der Kapillarwand abgelagert.
- In der Immunfluoreszenz-Mikroskopie sind keine spezifischen Ablagerungen nachzuweisen.
- In der Elektronenmikroskopie ist analog zur Minimal-Change-Glomerulonephritis auch in den lichtmikroskopisch unauffälligen Glomeruli eine Verschmelzung der Fußfortsätze der glomerulären Deckzellen (Podozyten) nachweisbar.
- Da besonders im Frühstadium nicht alle Glomeruli sklerotische Veränderungen aufweisen, kann die Erkrankung fälschlicherweise als Minimal-Change-Glomerulonephritis klassifiziert werden, wenn in der Nierenbiopsie keine Glomeruli mit typischen Veränderungen erfasst wurden.
- Zur Diagnose der klassischen FSGS müssen die anderen histologischen Varianten ausgeschlossen sein.

#### Kollabierende Variante (Collapsing variant)
- Das gesamte Kapillarkonvolut (Kapillarknäuel) des Glomerulus, und nicht nur einzelne Segmente, ist kollabiert (geschrumpft) und sklerosiert (vernarbt).
- Ursache ist entweder unbekannt (idiopathisch) oder durch eine HIV-Infektion[2] ausgelöst.
- Meist schweres, therapieresistentes nephrotisches Syndrom.
- Meist rasche Verschlechterung der Nierenfunktion.
- Häufig bei Menschen schwarzafrikanischer Abstammung.
- Insgesamt schlechte Prognose.

#### Spitzen-Läsion(tip variant)
- Beginn am Harnpol (an der Spitze) des Glomerulus.
- Schädigung von Epithel-Zellen und Akkumulation von fetthaltigen Schaumzellen.
- Positiver immunhistologischer Nachweis von IgM und Komplementkomponente C3.
- Klinisch abrupter Beginn des nephrotischen Syndroms.
- Gutes Ansprechen auf Therapie mit Corticosteroiden.
- Gelegentlich Spontanremissionen ohne immunsuppressive Therapie.
- Insgesamt gute Prognose.

#### Perihiläre Variante(perihilar variant)
- Veränderungen am Gefäßpol (dem Hilus) des Glomerulus mit Vernarbung (Sklerose) und Ablagerung von transparentem Material (Hyalin) in mehr als 50 % segmental sklerosierter Glomeruli.
- Immunhistologische und elektronenmikroskopische Befunde wie bei der klassischen FSGS.
- Häufig bei Erkrankungen, die mit einer Überlastung des Glomerulus (Hyperfiltration) einhergehen.

#### Zellreiche Variante(cellular variant)
- Nachweis mindestens eines Glomerulus mit einem Segment, in dem Kapillaren durch eine Zellvermehrung verschlossen sind.
- In den übrigen Glomeruli Veränderungen wie bei klassischer FSGS.
- In der Elektronenmikroskopie diffuse Verschmelzung der Fußfortsätze der Podozyten.

#### C1q-Nephropathie
→ Hauptartikel: C1q-Nephropathie
- Umstrittene diagnostische Entität
- In der Immunhistologie Nachweis dominierender oder codominierender Ablagerungen der Komplementkomponente C1q im Glomerulus.
- Vorwiegend bei Kindern und jungen Erwachsenen.
- Schlechtes Ansprechen auf immunsuppressive Therapie.
- Spontanremissionen mit Verschwinden der C1q-Ablagerungen wurden beschrieben.

## Primäre FSGS
Die primäre FSGS ähnelt der Minimal-Change-Glomerulonephritis, hat aber einen schwereren Verlauf. Eine Minimal-Change-Glomerulonephritis kann im Verlauf der Erkrankung in eine primäre FSGS übergehen.

### Pathogenese der primären FSGS
Bislang wurde angenommen, dass eine primäre Schädigung der Podozyten eine zentrale Rolle bei der Entstehung der primären FSGS spielt. Die Ursache dieser Schädigung ist nicht bekannt. Möglicherweise handelt es sich dabei um ein zirkulierendes Toxin; Kandidaten, die gegenwärtig intensiv untersucht werden, sind ein Zytokin namens Cardiotrophin-like Cytokine-1 (CLC-1) und löslicher Urokinase-Rezeptor.
Neuere Untersuchungen lassen vermuten, dass zunächst die parietalen Epithelzellen des Nierenkörperchens geschädigt werden. Dies führt zu einer Aktivierung der Epithelzellen und es kommt zu einem Anhaften (Adhäsion) der Kapillarschlingen des Nierenkörperchens an die aktivierten Epithelzellen. Die Epithelzellen wandern in das anhaftende Segment des Schlingenkonvolutes ein, es kommt zur Ablagerung von extrazellulärer Matrix, zum Untergang der Podozyten und schließlich zur Vernarbung des Segments.
Möglicherweise kann die fokal segmentale Glomerulosklerose durch die Expression bestimmter Proteine von der Minimal-Change-Glomerulonephritis abgegrenzt werden: Das Protein Dystroglykan, über das der Podozyt mit der glomerulären Basalmembran verbunden ist, ist bei der FSGS erhalten, bei der Minimal-Change-GN dagegen vermindert. Eine vermehrte Expression von Fibroblasten-spezifischem-Protein-1 (FSP-1) weist dagegen auf die kollabierende Variante der FSGS mit besonders aggressivem Verlauf hin.
In manchen Populationen, z. B. bei Amerikanern schwarz-afrikanischer Abstammung kann ein Polymorphismus im Gen MYH9, welches für die schwere Kette des Myosins codiert, zur Erkrankung beitragen. Verantwortlich für das erhöhte Risiko ist wahrscheinlich nicht MYH9 selbst, sondern das direkt benachbarte Gen APOL1. Varianten dieses Gens verleihen den Trägern eine Resistenz gegenüber Infektionen mit Trypanosoma brucei rhodesiense und damit einen Selektionsvorteil.
Das Gen APOL1 codiert für das Protein Apolipoprotein L-I (APOL1), das nur beim Menschen und bei Gorillas gefunden wurde. Wenn Trypanosomen APOL1 durch Endozytose aufnehmen, bildet APOL1 in der Membran der Lysosomen Poren, die zu einer Lyse der Parasitenzellen führen. Der Pathomechanismus, über den APOL1 beim Menschen zu Nierenschäden führt, ist bislang noch nicht bekannt.
2011 konnte eine internationale Forschergruppe einen im Blut zirkulierenden Rezeptor für das Enzym Urokinase als mögliche Krankheitsursache identifizieren. In einem Mausmodell konnte durch den Rezeptor die Krankheit ausgelöst werden. Bei einer Entfernung des Rezeptors aus dem Blut durch Plasmapherese kam häufig der Progress der Erkrankung zum Stillstand.

### Klinik der primären FSGS
Typische Manifestation ist der akute Beginn eines nephrotischen Syndroms mit Wassereinlagerungen (Ödemen), Albuminmangel (Hypoalbuminämie) und großen Eiweißverlusten über den Urin (nephrotische Proteinurie). Gelegentlich ist nur eine nicht nephrotische Proteinurie ohne weitere klinische Zeichen nachweisbar. Häufig sind Bluthochdruck und Nachweis von roten Blutkörperchen (Erythrozyten) im Urin (Mikrohämaturie). Die Nierenfunktion kann eingeschränkt sein.
Die relativen Häufigkeiten sind:
- Nephrotische Proteinurie: 60–75 %
- Mikrohämaturie: 30–50 %
- Bluthochdruck: 45–65 %
- Nierenfunktionseinschränkung: 25–50 %.

## Sekundäre FSGS
Unter sekundärer FSGS werden die Formen der fokalen Sklerose zusammengefasst, die auf einer Größenzunahme (Hypertrophie) oder Überlastung (Hyperfiltration) der Nierenkörperchen als Folge einer vorangegangenen Nierenschädigung beruhen, die entweder zu einer Abnahme der Gesamtzahl der Glomeruli geführt hat, oder aber zu einer Erweiterung der Nierengefäße (Vasodilatation) bei konstanter Anzahl von Glomeruli. Die Abgrenzung zur primären FSGS ist wichtig, da die Therapie eine andere ist.

### Podozyten-Schädigung
Wie bei der primären FSGS steht auch bei der sekundären FSGS eine Schädigung der Podozyten am Anfang der Veränderungen des Glomerulus. Die Podozyten werden durch zirkulierende Zytokine (z. B. TGF-β), Angiotensin II, durch Monozyten, Entzündungsmediatoren oder durch einen erhöhten Druck innerhalb des Glomerulus geschädigt. Da die Podozyten sich nicht teilen können, werden abgestorbene Zellen nicht ersetzt. Die Basalmembran liegt frei, die Filtrationsbarriere, die durch die Schlitzmembran der Podozyten gebildet wird, bricht zusammen. Große Mengen an Flüssigkeit und Albumin werden filtriert, größere Makromoleküle wie IgM, Fibrinogen und Komplementkomponenten, welche die Basalmembran nicht passieren können, lagern sich als Hyalin-Depots zwischen Endothel und Basalmembran ab (subendotheliale Depots).

### Nephron-Verlust
Viele Nierenerkrankungen können zum Verlust an Nephronen führen, darunter auch Erkrankungen die nicht primär die Glomeruli betreffen wie Reflux-Nephropathie, verminderte Durchblutung (Ischämie) infolge einer vaskulären Nephropathie, Verlust von Nierengewebe durch chirurgische Eingriffe oder angeborene Fehlbildungen. Der Verlust von Nephronen führt kompensatorisch zu Größenzunahme, vermehrter Filtration und schließlich Vernarbung (Sklerose) der verbleibenden Nephrone. Wahrscheinlich ist der Wachstumsfaktor TGF-β an der Zunahme extrazellulärer Matrix beteiligt.
Das Auftreten einer sekundären FSGS hängt vom Ausmaß des Nephron-Verlustes ab. Wird eine Niere wegen eines Unfalles, einer Krebserkrankung oder einer Nierenspende entfernt, kommt es auch nach Jahrzehnten zu keinem Verlust der Nierenfunktion. Bei Weltkriegsveteranen fand sich 45 Jahre nachdem aufgrund einer Verwundung die Entfernung einer Niere notwendig wurde, lediglich eine geringgradige Zunahme von Blutdruck und Proteinurie. Bei Nierenspendern waren bis zu 24 Jahren nach Nierenspende keine Verschlechterung der Nierenfunktion und keine erhöhte Inzidenz von Bluthochdruck oder Proteinurie nachzuweisen. Gehen aber mehr als 75 % des Nierengewebes verloren oder fehlt eine Niere aufgrund einer angeborenen Fehlbildung schon von Geburt an, kann es zu Proteinurie, Glomerulosklerose und fortschreitender Nierenfunktionsverschlechterung kommen.

### Erweiterung von Nierengefäßen (Renale Vasodilatation)
Diabetische Nephropathie, Sichelzellanämie, Fettsucht, Familiäre autonome Insuffizienz, Glykogenspeicherkrankheit und Präeklampsie können zur Erweiterung der Nierengefäße, Anstieg des Drucks im Glomerulus und so zur sekundären FSGS führen.

### Abheilungsphase nach Glomerulonephritis
In der Abheilungsphase entzündlicher Nierenerkrankungen wie Lupusnephritis, IgA-Nephritis und rapid progressiver Glomerulonephritis kann eine FSGS auftreten. Ursache ist möglicherweise die vermehrte Freisetzung von TGF-β.

### Heroin-Nephropathie
Bei Heroin-Abhängigen, insbesondere bei schwarzafrikanischer Abstammung, kann es zu einer FSGS kommen, auch wenn bei den Betroffenen eine HIV-Infektion ausgeschlossen werden konnte. Die Heroin-Nephropathie kann im Verlauf von Jahren in ein chronisches Nierenversagen übergehen und verläuft damit langsamer als die HIV-assoziierte FSGS, die innerhalb von Monaten zum Nierenversagen führen kann. Möglicherweise ist die Erkrankung auf Verunreinigungen des Heroins zurückzuführen.

### Andere sekundäre Formen der FSGS
Eine FSGS wurde auch beschrieben bei missbräuchlicher Einnahme von anabolen Steroiden, bei Behandlung mit Lithium und bei Krebserkrankungen, insbesondere Lymphomen.

## Familiäre oder erbliche FSGS
Erbliche Formen der FSGS liegen möglicherweise einem bedeutenden Anteil der Erkrankungen zugrunde, welche nicht auf Steroide ansprechen (steroidresistente FSGS), insbesondere wenn diese bei Kindern auftreten. Es wurden autosomal-dominante Erbgänge mit unterschiedlicher Penetranz beschrieben, aber auch autosomal-rezessive Erbgänge.
Verdächtige Genloci wurden gefunden auf
- Chromosom 1, welches das Gen für Podocin enthält.
- Chromosom 11, welches das Gen für den TRPC6-Ionenkanal beherbergt,
- Chromosom 14, auf dem das Gen INF2 lokalisiert ist, das für ein Protein codiert, welches im Podozyten Aktin polymerisiert und depolymerisiert,
- Chromosom 19q13, nahe der Region, welches das Nephrin-Gen NPHS1 enthält.

Die bisher identifizierten Gene codieren für Proteine, welche an der Bildung der glomerulären Basalmembran und/oder der Differenzierung und Funktion der Podozyten beteiligt sind: Podocin, Nephrin, Alpha-Actinin-4, TRPC6, CD2AP, invertiertes Formin. Einige Mutationen dieser Gene führen zu intrazellulären Ablagerungen der veränderten Proteine.

### Nephrin
Nephrin ist wesentlicher Bestandteil der Schlitzmembran zwischen den Fußfortsätzen der Podozyten. Das NPHS1-Gen liegt auf Chromosom 19. Mutationen in diesem Gen führen zum angeborenen nephrotischen Syndrom vom Finnischen Typ. Ein kommerzieller Test zum Nachweis von NPHS1-Mutationen ist erhältlich.

### Podocin
Podocin ist ein membranständiges Protein, das ausschließlich in glomerulären Podozyten exprimiert wird. Podocin ist an Expression und räumlicher Anordnung von Nephrin, dem Hauptbestandteil der Schlitzmembran, beteiligt.
Das Gen NPHS2 liegt auf Chromosom 1 Genlocus q25-31. Mutationen führen zu familiärer FSGS mit autosomal rezessivem Erbgang. Die Erkrankung tritt meist vor dem 6. Lebensjahr auf. Bei Kindern wurden bei 10–25 % der Fälle von steroid-resistenten FSGS-Mutationen im NPHS2-Gen gefunden. Mildere Verläufe mit Erstmanifestation in jugendlichem oder jungem Erwachsenen-Alter wurden beschrieben. Nach Nierentransplantation wurde unerwarteterweise ein Rezidiv im Transplantat beschrieben. Ein kommerzieller Test zum Nachweis von NPHS2-Mutationen ist erhältlich.

### TRPC6
TRPC6 ist ein Calcium-permeabler Kationenkanal, der in Podozyten an der Schlitzmembran exprimiert wird, und der für eine adäquate Struktur und Funktion der Podozyten notwendig ist. Das Gen für TRPC6 liegt auf Chromosom 11. Mutationen führen zu familiärer FSGS mit autosomal-dominantem Erbgang.

### Alpha-Actinin-4
Alpha-Actinin-4 ist am Aufbau des Zytoskeletts beteiligt. Das Gen für Alpha-Actinin-4 liegt auf Chromosom 19 Genlocus q13. Mutationen führen zu familiärer FSGS mit autosomal-dominantem Erbgang. Mutiertes Alpha-actinin-4 bindet stärker als der Wildtyp an Actin und führt so möglicherweise zu Veränderungen im Zytoskelett der Podozyten.

### CD2AP
CD2AP ist ein Protein, das in der Schlitzmembran mit Podocin und Nephrin interagiert. Mutationen im Gen für CD2AP wurden bislang bei zwei Patienten mit primärer FSGS beschrieben.

### Invertiertes Formin
Invertiertes Formin ist ein Protein, das bei der Bildung von Aktin-Filamenten eine wichtige Rolle spielt. Bei elf untereinander nicht verwandten Familien mit autosomal-dominanter fokal segmentaler Glomerulosklerose wurden Mutationen im Gen für invertiertes Formin gefunden.

### Myosin-Ie
Myosin-Ie ist ein Myosin der Klasse I, das in der Podozytenmembran des Nierenkörperchens exprimiert wird. Myosin-Ie wird durch das Gen MYO1E codiert. Mutationen in diesem Gen führen zu einer fokal segmentalen Glomerulosklerose, die sich in der Kindheit manifestiert.

## Differentialdiagnose der FSGS
Es ist wichtig, zwischen den verschiedenen Formen der FSGS zu unterscheiden:
- Die primäre FSGS spricht unter Umständen gut auf eine immunsuppressive Therapie an.
- Die sekundäre FSGS wird dagegen mit Medikamenten behandelt, die den Druck im Glomerulus senken.

Hinweise auf die Ursache der FSGS ergeben sich
- aus der Krankenvorgeschichte (Anamnese), wenn z. B. andere Erkrankungen vorliegen, die einer FSGS zugrunde liegen können
- aus dem zeitlichen Verlauf des Krankheitsbeginns
- aus der Höhe der Proteinurie
- aus den elektronenmikroskopischen Befunden.

Akuter Beginn eines nephrotischen Syndroms mit Wassereinlagerungen (Ödemen) und Verminderung des Albuminspiegels im Blut (Hypalbuminämie) weisen eher auf eine primäre FSGS hin. Eine sekundäre FSGS ist dagegen meist charakterisiert durch langsam ansteigende, nicht nephrotische Proteinurie in Verbindung mit fortschreitender Verschlechterung der Nierenfunktion; Ödeme und Hypalbuminämie sind bei sekundärer eher ungewöhnlich.
Bei der elektronenmikroskopischen Untersuchung finden sich bei der primären FSGS auch in lichtmikroskopisch unauffälligen Glomeruli diffus veränderte Podozyten mit Verschmelzung der Fußfortsätze. Bei der sekundären FSGS findet sich eine Verschmelzung der Fußfortsätze meist nur in den Glomeruli, die auch im Lichtmikroskop verändert erscheinen.
Die Abgrenzung der familiären Formen ist besonders schwierig. Hinweise auf eine erbliche FSGS sind fehlendes Ansprechen auf Therapie mit Corticosteroiden, nephrotisches Syndrom oder Proteinurie bei weiteren Familienangehörigen (positive Familienanamnese) sowie Krankheitsbeginn in Säuglingsalter oder früher Kindheit.

## Therapie und Prognose der FSGS

### Primäre FSGS
Wird die FSGS nicht behandelt, führt sie bei Patienten mit nephrotischem Syndrom zum Verlust der Nierenfunktion mit Notwendigkeit der Dialysebehandlung. Eine immunsuppressive Behandlung führt bei etwa 70 % der Betroffenen zu einem teilweisen oder vollständigen Rückgang der Proteinurie (Teil- bzw. Vollremission). Der Therapieerfolg hängt dabei nicht von der histologischen Variante der Erkrankung ab.
Therapeutische Optionen zur Erstlinientherapie bei Erwachsenen umfassen Glucocorticoide sowie Calcineurininhibitoren, wie Ciclosporin oder Tacrolimus bei Kontraindikationen gegen Glucocorticoide. Die Therapiedauer richtet sich in beiden Fällen nach dem Ansprechen von Proteinurie und Kreatinin. Im Falle einer primären Steroidresistenz, also einem fehlenden Ansprechen auf Glucocorticoide, sollte auf eine Therapie mit Calcineurininhibitoren gewechselt werden, bzw. diese Glucocorticoidtherapie um Calcineurininhibitoren erweitert werden.
Komplizierte bzw. therapieresistante Verläufe sollten in spezialisierten Zentren behandelt werden. Hier können Reservemedikamente, welche nicht mehr in der Leitlinie explizit erwähnt werden, wie Mycophenolatmofetil oder Rituximab eingesetzt werden oder aber der Einschluss in eine klinische Studie erfolgen.
Derzeit werden neue targeted therapies bei genetischen Varianten einer FSGS erprobt.
Eine experimentelle Studie mit fünf Patienten mit einer primären oder rezidivierten FSGS, die B7-1-positive Podozyten aufwiesen, zeigte bei allen Patienten eine teilweise oder komplette Remission der Proteinurie unter der Behandlung mit Abatacept, einem Fusionsprotein aus dem Peptid CTLA und Immunglobulin. Abatacept ist dabei ein Inhibitor des costimulierenden B7-1-Moleküls auf der T-Zelle, das bereits erfolgreich bei der Therapie der Rheumatoiden Arthritis eingesetzt wird.

### Sekundäre FSGS
Bei sekundärer FSGS ist eine immunsuppressive Behandlung nicht sinnvoll. Zusätzlich zur Behandlung der Grunderkrankung (z. B. einer HIV-Infektion) werden ACE-Hemmer, AT1-Antagonisten und Statine gegeben.
Ferner können SGLT2-Inhibitoren zur Behandlung der CKD eingesetzt werden.
Sparsentan zeigte bei der FSGS zwar eine Reduktion der Proteinurie im Vergleich zu einer AT1-Antagonistentherapie. Jedoch konnte über den beobachteten Zeitraum kein Einfluss auf den eGFR-Verlust beobachtet werden.

### Genetische FSGS
Mit Einführung der neuen KDIGO-Leitlinie im Jahr 2021 erfährt die genetischen Formen FSGS und ihre Diagnostik einen höheren Stellenwert als zuvor. Genetische Varianten werden supportiv behandelt, wie sekundäre FSGS-Erkrankungen.
Einzelne zielgerichtete Therapien werden derzeit bei APOL1-assoziierter FSGS sowie bei TRPC6 erprobt.

## Weiterführende Literatur
- Matthias Kretzler: Role of podocytes in focal sclerosis: defining the point of no return. In: Journal of the American Society of Nephrology. Band 16, Nr. 10, 2005, S. 2830–2832, doi:10.1681/ASN.2005080841, PMID 16148037.
- Stephen M. Korbet: Treatment of primary focal segmental glomerulosclerosis. In: Kidney International. Band 62, Nr. 6, Dezember 2002, S. 2301–2310, doi:10.1046/j.1523-1755.2002.00674.x, PMID 12427162.
- Slit or pore? A mutation of the ion channel TRPC6 causes FSGS. In: Nephrology Dialysis Transplantation, 20(9), 2005, S. 1777–1779, PMID 15998650
- Alain Meyrier: Nephrotic focal segmental glomerulosclerosis in 2004: an update. In: Nephrology Dialysis Transplantation. Band 19, Nr. 10, 2004, S. 2437–2444, doi:10.1093/ndt/gfh320, PMID 15280528.
- Focal segmental glomerulosclerosis in adults. In: Nephrol Dial Transplant. 18 Suppl 6, 2003, S. vi45–51, PMID 12953042.
- Pathology of minimal change nephropathy and segmental sclerosing glomerular disorders. In: Nephrol Dial Transplant, 18 Suppl 6, 2003, S. vi33–38, PMID 12953040
- Treatment of primary focal segmental glomerulosclerosis. In: Nephrol Dial Transplant, 14 Suppl 3, 1999, S. 74–78, PMID 10382986.
- Clinical picture and outcome of primary focal segmental glomerulosclerosis. In: Nephrol Dial Transplant, 14 Suppl 3, 1999, S. 68–73, PMID 10382985.
- Secondary focal and segmental glomerulosclerosis. In: Nephrol Dial Transplant, 14 Suppl 3, 1999, S. 58–67, PMID 10382984.
- Morphological features of primary focal and segmental glomerulosclerosis. In: Nephrol Dial Transplant, 14 Suppl 3, 1999, S. 53–57, PMID 10382983.
- The many masks of focal segmental glomerulosclerosis. Kidney Int 46(4), 1994, S. 1223–1241, PMID 7861720.
- Editorial: Focal glomerular sclerosis. Kidney Int 4(6), 1973, S. 355–361, PMID 4130965.
- Kidney Disease: Improving Global Outcomes (KDIGO) Glomerulonephritis Work Group. KDIGO Clinical Practice Guideline for Glomerulonephritis. In: Kidney inter Suppl. Nr. 2, 2012, S. 139–274 (englisch, kdigo.org – Klinische Leitlinie).
- Agnes Fogo: Focal Segmental Glomerulosclerosis. In: American Journal of Kidney Diseases. Band 33, Nr. 4, 1999, S. E2.1, doi:10.1053/S0272-6386(13)90015-9, PMID 9915261.
- Agnes Fogo: Tip Lesion Variant of FSGS. In: American Journal of Kidney Diseases. Band 38, Nr. 6, 2001, S. E30, doi:10.1053/S0272-6386(13)90047-0.